# Sant'Anna (Nocera Inferiore)
Sant'Anna  è un rione di Nocera Inferiore. Prende il nome dall'omonimo monastero attorno al quale si è costituito, fa parte del quartiere Cicalesi - Merichi.

## Geografia
Il piccolo borgo si sviluppa ai piedi del versante occidentale della Collina del Parco, e segue un lungo tratto della SP126 che si snoda dal rione Liporta fino alle località di Chivoli e di Villanova. Confina, inoltre, coi villaggi di Cicalesi e Merichi. 
L'area è attraversata dall'Alveo comune nocerino.

## Storia

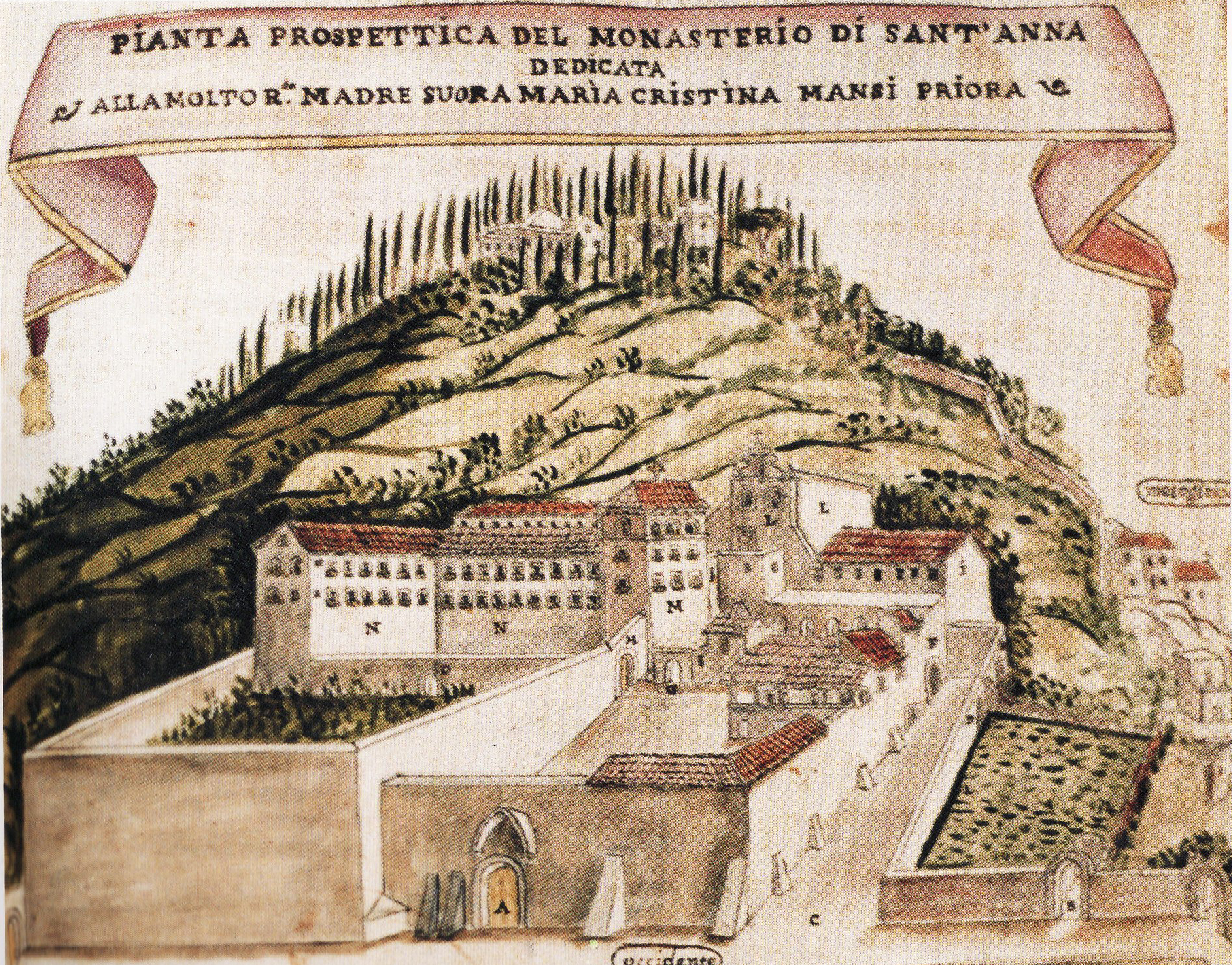
Pianta prospettica del monastero e della sua area nel 1714

Area rurale isolata rispetto alla città di Nocera, in epoca longobarda probabilmente rientrava nelle pertinenze dei Biscido, feudo del conte Dauferio Balbo. 
Tra il XII e XIII secolo sono menzionate in quest'area delle proprietà appartenenti alle famiglie De Philippis e Bartiromo. Le suddette famiglie eressero le cappelle gentilizie di San Giacomo e di Santa Maria delle Grazie.
Nel 1282 queste due proprietà furono acquistate dal vescovo di Capaccio, il nocerino Pietro, consigliere del re di Napoli Carlo II (signore del sovrastante castello del Parco). Pietro ne ricavò un monastero che possedeva svariati ettari di terra coltivabile (che col tempo si espanse fino alle lontane masserie di Fiano). Durante il XIV secolo i massari al servizio del monastero iniziarono a stabilirsi nei dintorni del convento, formando un nucleo abitativo che darà il "la" al villaggio. 
Nella prima metà dell'Ottocento divenne parte del comune di Nocera Corpo, poi del comune di Nocera, infine, dal 1851, è integrato del comune di Nocera Inferiore. Nel XIX secolo il borgo ebbe un notevole incremento abitativo, che si è protratto fino al successivo secolo.

## Il Monastero di Sant'Anna

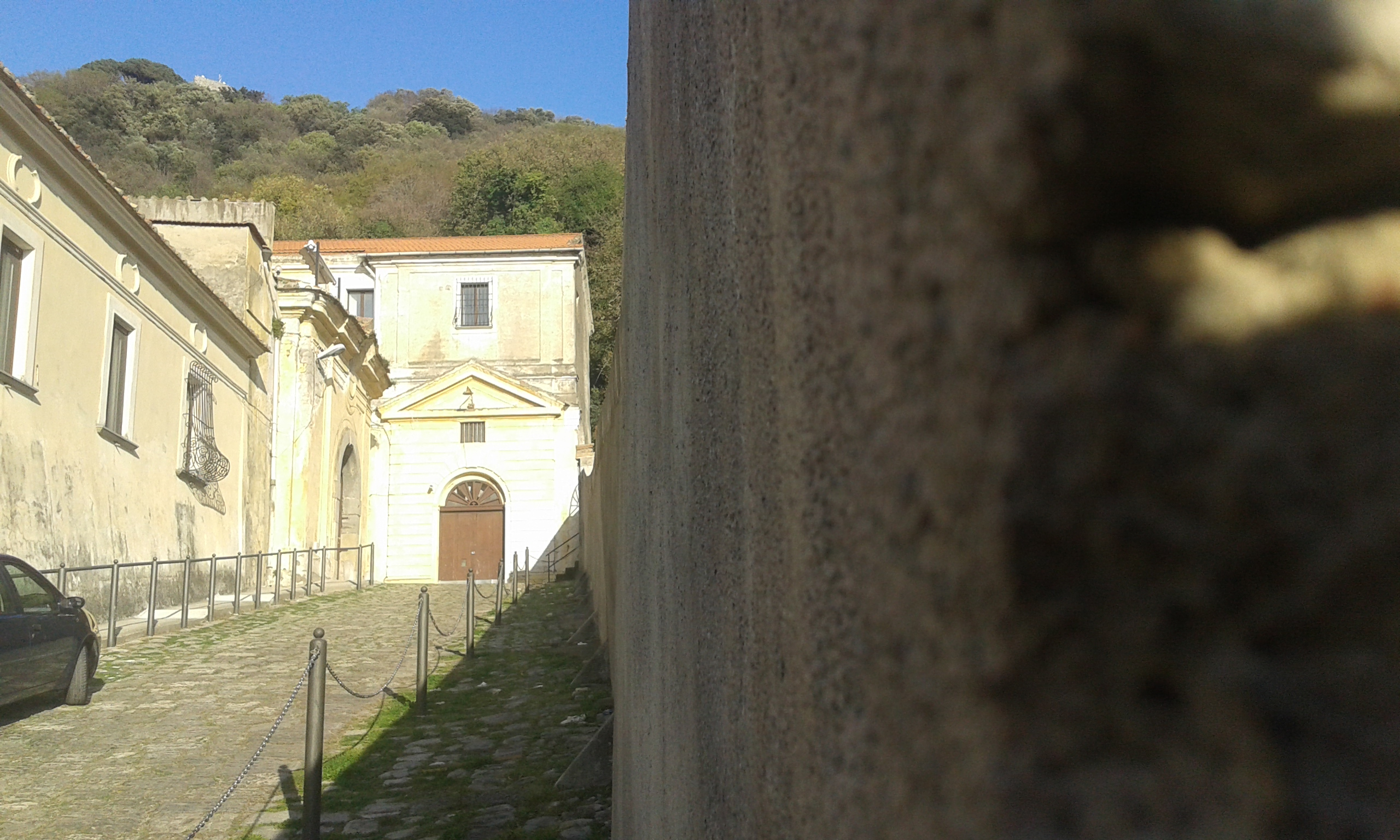
Prospetto d'ingresso del monastero

Cuore del piccolo borgo, il Monastero che dà il nome alla stessa zona fu eretto nel 1282 col  beneplacito del re di Napoli. 
Per secoli la struttura è andata sempre più espandendosi divenendo vero contenitore di importanti opere strutturali ed artistiche, come alcune opere attribuite a Roberto d'Oderisio, ai lavori di Andrea Sabatini e alle opere dei Solimena.
La chiesa del monastero è elevata al rango di Basilica.